# Epinephelus bilobatus
 Epinephelus bilobatus és una espècie de peix de la família dels serrànids i de l'ordre dels perciformes.

## Morfologia
Els mascles poden assolir els 33 cm de longitud total.

## Distribució geogràfica
Es troba a Austràlia Occidental.